# Provincia Pontevedra
Pontevedra este o provincie în Spania, în comunitatea autonomă Galicia. Capitala sa este Pontevedra.